# Ахура Мазда
Ахура Мазда (на авестийски: 𐬨𐬀𐬰𐬛𐬁 𐬀𐬵𐬎𐬭𐬀, на персийски: اهورامزدا), срещащ се и със средноперсийската форма на името Ормузд или Ормазд (на пехлеви: whrmzd) е върховното божество в зороастризма. 